# Natália Hejková
Natália Hejková (Žilina, 7 april 1954) is een voormalig basketbalspeelster die uitkwam voor verschillende teams in Tsjecho-Slowakije.

## Carrière
Hejková speelde van 1972 tot 1979 voor Slavia VŠ Praag. Met Slavia VŠ Praag won ze in 1973 het Landskampioenschap van Tsjecho-Slowakije. 1976 de European Cup Liliana Ronchetti door in de finale te winnen van Industromontaža Zagreb uit Joegoslavië met een totaalscore van 141-129 over twee wedstrijden. In 1973 verloor ze de finale van Spartak Leningrad uit de Sovjet-Unie met een totaalscore van 92-140 over twee wedstrijden. In 1979 stapte ze over naar MBK Ružomberok.  In 1986 stopte ze met basketballen.
Als coach won ze 22 nationale titels in 4 verschillende dameskampioenschappen (3 in Tsjecho-Slowakije, 10 in Slowakije, 2 in Rusland en 7 in Tsjechië).

## Erelijst speler
- Landskampioen Tsjecho-Slowakije: 1
  - Winnaar: 1973
  - Tweede: 1975

- Ronchetti Cup: 1
  - Winnaar: 1976
  - Runner-up: 1973

## Erelijst coach
- EuroLeague Women: 6
  - Winnaar: 1999, 2000 (MBK Ružomberok), 2007, 2008 (Spartak Oblast Moskou Vidnoje), 2015, 2025 (ZVVZ USK Praag)

- FIBA Europe SuperCup Women: 1
  - Winnaar: 2015

- Europees kampioenschap basketbal vrouwen:
  - Zilver: 1997